# Caniles
Caniles est une commune de la communauté autonome d'Andalousie, dans la province de Grenade, en Espagne.

## Géographie

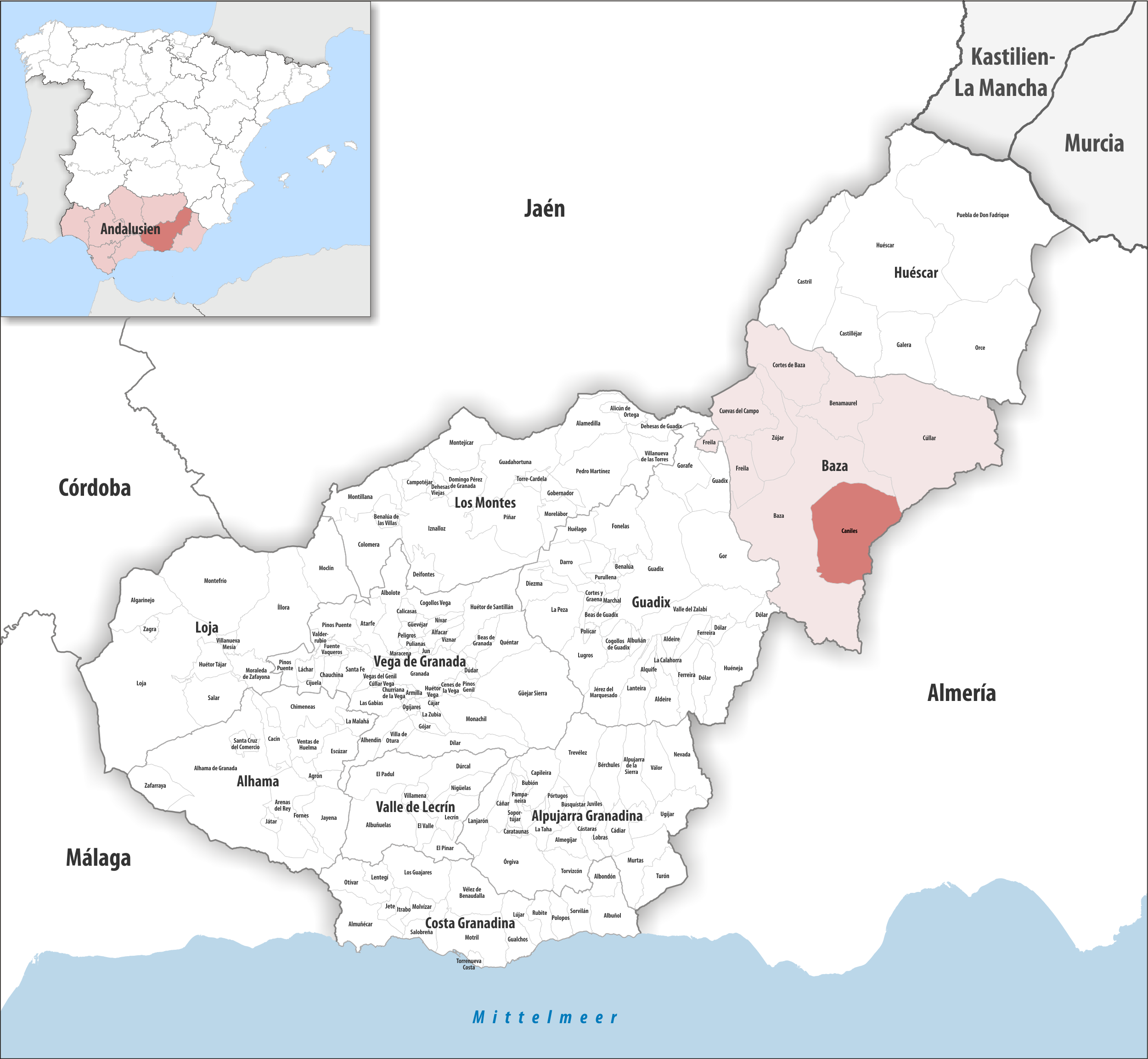
Caniles dans la comarque de Baza, province de Grenade / en Andalousie

### Localisation
La commune de Caniles se trouve dans le sud de l'Espagne, en limite est de la province de Grenade et également en limite est de la comarque de Baza.
Grenade est à 108 km sud-ouest ;
Almería (le plus proche accès à la mer) à 110 km sud-sud-est ;
Madrid à 492 km nord ;
Gibraltar à 363 km sud-ouest (distances par route).

### Généralités
La partie sud de la commune est incluse dans le parc naturel de la sierra de Baza ; la sierra de Baza prolonge vers l'ouest et sur la province de Grenade la sierra des Filabres, située sur la province d'Almería.
La A-334 (es) (de Baza à Huércal-Overa) traverse le nord de la commune.
Le Galopón prend source dans le sud de la commune, coule vers le nord, arrose Caniles, prend le nom de Baza, passe la voie verte de la vallée de l'Almanzora ( Via Verde del Valle del Almanzora) et rejoint la commune de Baza au nord.

## Administration
| Période                                  | Période | Identité | Étiquette | Qualité |
| ---------------------------------------- | ------- | -------- | --------- | ------- |
| N/A                                      | N/A     | N/A      | N/A       | Maire   |
| Les données manquantes sont à compléter. |         |          |           |         |